# 奥中康人
奥中康人（おくなか やすと、1968年－　）は、日本の音楽学者、静岡文化芸術大学教授。専門は近現代日本の音楽史。
奈良県出身。同志社大学法学部卒業。大阪大学大学院文学研究科博士後期課程を単位取得退学、2002年「唱歌と規律 近代日本の統治技術としての音楽」で博士（文学）。京都市立芸術大学日本伝統音楽研究センター特別研究員、2008年『国家と音楽 伊澤修二がめざした日本近代』でサントリー学芸賞受賞。2011年静岡文化芸術大学准教授、2016年教授。

## 著書
- 『国家と音楽 伊澤修二がめざした日本近代』春秋社 2008
- 『幕末鼓笛隊 土着化する西洋音楽』大阪大学出版会 阪大リーブル 2012
- 『和洋折衷音楽史』春秋社 2014

## 参考
- [ISBN　978-4-393-93023-6]
- 静岡文化芸術大学